# Supervize (personalistika)
Supervize je nástroj celoživotního učení používaný zejména u pomáhajících profesí. Supervize vznikla v psychoterapeutickém prostředí. Později se začala využívat i v dalších oblastech, jako je sociální práce, zdravotnictví, školství a v poslední době[kdy?] i ve výrobních podnicích. Smyslem supervize je rozvíjet profesní dovednosti supervidovaných, posilovat vztahy v pracovním týmu a nacházet řešení problematických situací. V procesu supervize poskytuje supervizor supervidovanému zpětnou vazbu k jeho práci. Supervize má většinou formu rozhovoru mezi supervizorem a supervidovaným (supervidovanými).

## Supervizor
Supervizor je osoba, která vede supervizi. Supervizorem může být zkušený odborník nikoli jen v pomáhajících profesích, který je v dané problematice odborníkem.

## Formy supervize
- Individuální supervize
- Skupinová supervize
- Týmová supervize
- Manažerská supervize

## Historie supervize
Počátky supervize sahají do konce 19. století. První využití nacházela v terapeutické praxi jako forma odborného vedení začínajících terapeutů. V průběhu 20. století, se začala rozšiřovat i do oblastí sociální práce, zdravotnictví a školství. Postupně se stává nedílnou součástí profesního růstu, podpory a kontroly kvality, nejen, pomáhajících profesí.[zdroj⁠?!]
Jeden z prvních kdo využíval supervize byl Sigmund Freud. Supervizi využíval pro psychoanalytický výcvik. Ve 40. letech začaly tzv. Balintovské skupiny (Balint Society), nesou název po Michaelu Balintovi, který se tak pokoušel přispívat k porozumění vztahu mezi lékařem a pacientem. Tato forma skupinové supervize se později rozšířila i do dalších oblastí pomahajících profesí. V 80. letech 20. století vznikl model sedmi okruhů supervize (Seven-Eyed Model of Supervision), jehož autory jsou Robin Shohet a Peter Hawkins. Je to jeden z nejčastěji používaných modelů přístupu k supervizi v evropské praxi.[zdroj?]

### Historie supervize v Česku
V Československu se supervize začala objevovat v 50. letech jako součást podzemních psychoanalytických výcvikových skupin. Terapeuti Jaroslav Skála, Edward Urban a Jaromír Rubeš supervidovali výcvikové skupiny a psychoterapeutické komunity od roku 1967. Jaroslav Skála potom s Jiřím Růžičkou v roce 1981 začali v rámci Institutu aplikované psychologie(SUR) pořádat tříleté výcviky vedení Balintovských Skupin.
Zásadní obrat nastal po roce 1989, kdy do Česka začaly pronikat západní postupy a modely. Postupem času vznikly odborné asociace pro supervizi: ČIS, ASuPP a FHS UK. Supervize byla v ČR ukotvena i legislativně prostřednictvím zákonu č. 108/2006 Sb. o sociálních službách.

## Supervizní kontrakty
Supervizní kontrakt je dvoustranná nebo třístranná dohoda, nejčastěji zprostředkovaná supervizorem. Stranami kontraktu jsou zpravidla supervizor a supervidovaný, případně zadavatel supervize, který může být zaměstnavatel supervidovaného. Kontrakt stanovuje očekávání účastníků supervize, frekvenci a délku jednotlivých setkání, cíle supervize a pravidla (bezpečí, důvěra, respekt). Tento kontrakt se uzavírá na začátku supervizního procesu. 
Pomáhá k tomu, aby obě strany věděly, na čem jsou. Umožňuje bezpečnou a otevřenou spolupráci mezi stranami. Zároveň všechny strany chrání (tím, že říká, co je důvěrné).[zdroj⁠?!]